# Стефанія Ліберакакіс
Стефанія Ліберакакіс (грец. Στεφανία Λυμπερακάκη, трансліт. Stefanía Lymperakáki; нар. 17 грудня 2002 р.), більш відома як Стефанія — грецько-голландська співачка, акторка та ютуберка. Колишня учасниця жіночого гурту Kisses, який представляв Нідерланди на дитячому Євробаченні 2016 року. У 2020 році вона була обрана внутрішньою представницею Греції на Євробаченні-2020 з піснею «Supergirl», але згодом цей конкурс було скасовано через пандемію COVID-19. Грецька телерадіокомпанія ERT вирішила, що Ліберакакіс представлятиме Грецію на конкурсі 2021 року.

## Кар'єра

### Рання кар'єра
У 2013 році Ліберакакіс була учасницею третього сезону The Voice Kids у Нідерландах. Приєдналася до команди Borsato після сліпого прослуховування, але була вилучена в бойових раундах. Потім приєдналася до дитячого хору Kinderen voor Kinderen, який залишила через два роки.
| Виступи та результати Voice Kids | Виступи та результати Voice Kids | Виступи та результати Voice Kids | Виступи та результати Voice Kids     |
| Виконували                       | Пісня                            | Оригінальний артист              | Результат                            |
| -------------------------------- | -------------------------------- | -------------------------------- | ------------------------------------ |
| Сліпе прослуховування            | «No One»                         | Алісія Кіз                       | Приєдналася до команди Марко Борсато |
| Битви                            | «Hoe» (Як)                       | Нільсон і міс Монреаль           | Вилучено                             |

### 2016: Дитяче Євробачення

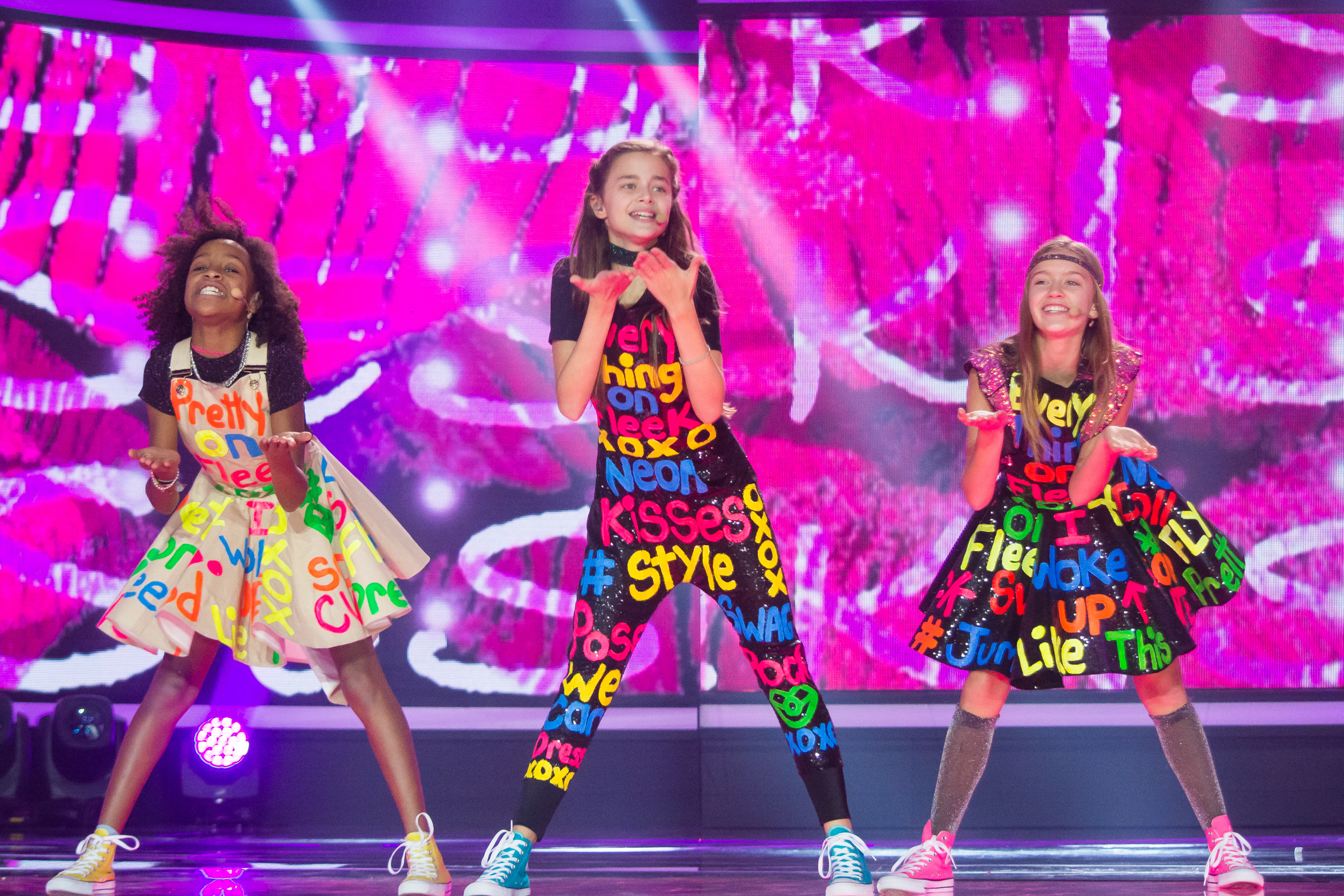
Ліберакакіс (в центрі) виступає на дитячому Євробаченні 2016 року

У 2016 році Ліберакакіс пройшла прослуховування для дитячого пісенного фестивалю, голландського відбору на дитяче Євробачення. Вона була обрана внутрішньою представницею Нідерландів на дитячому конкурсі пісні Євробачення 2016 у Валлетті у складі жіночого гурту Kisses. Гурт виконав пісню «Kisses and Dancin» і посів 8 місце з 17.

### 2017—2019: Сольна кар'єра та акторська робота
У 2018 році Ліберакакіс випустила свій перший сольний сингл під назвою «Stupid Reasons». У 2019 році вона випустила ще три сингли: «Wonder», «I'm Sorry (Whoops!)» І «Turn Around». У червні 2019 року вона виконала кавер на пісню "Con Calma" (разом з Конні Метакса та Іленією Вільямс) на MAD Video Music Awards, яка транслювалася на грецькому телебаченні.
З 2018 року вона знімається у ролі Фенни у серіалі «Бругклас» (англійською: The First Years). Вона також знімалася в голландських фільмах «Бругклас»: «De tijd van m'n leven», «De Club van Lelijke Kinderen» (як співачка) та «100 % Coco New York»(як Лілі).

### Євробачення 2020 та 2021
Наприкінці 2019 року Ліберакакіс була названа потенційною кандидаткою для представлення Греції на Євробаченні-2020, яке відбудеться в Роттердамі, Нідерланди. 3 лютого 2020 року мовником ERT було підтверджено, що вона дійсно була обрана наступницею Кетрін Дуски на посаді грецького представника. Вона виконала б пісню «Supergirl» у другому півфіналі 14 травня 2020 року. Однак 18 березня EBU оголосив про скасування конкурсу через пандемію COVID-19. Того ж дня ERT оголосила, що Греція візьме участь у Євробаченні 2021 року, а Ліберакакіс буде представницею країни.
У Конкурсі 2021 року взяла участь із піснею «Last Dance», яка вийшла 10 березня 2021 р. Вона виконала пісню у другому півфіналі 20 травня 2021 року. в супроводі танцюристів (Джордж Пападопулос, Нікос Кукакіс, Маркос Джакумоглу та Костас Павлопулос, Фокас Евангелінос — хореограф та художнім керівник виступу).

## Особисте життя
Сім'я Ліберакакіс походить з Туріо, невеликого села в Євросі, Греція. Вона мала стосунки з голландським співаком Яннесом Хойвельмансом, який представляв Нідерланди на Дитячому конкурсі пісні Євробачення 2017 у складі бойбенду FOURCE.

## Дискографія

### Сингли

#### Як провідний артист
| «Muziek laat je dromen»                                                         | 2014 | -  | Свято (том 35)            |
| «Wereldplan»                                                                    | 2014 | -  | Свято (том 35)            |
| «Nu het feestje voorbij is»                                                     | 2014 | -  | Свято (том 35)            |
| «Waarom moet ik gaan?»                                                          | 2015 | -  | Рідкий маар ваар (том 36) |
| «Eventjes alleen»                                                               | 2015 | -  | Рідкий маар ваар (том 36) |
| «Leef met elkaar»                                                               | 2015 | -  | Рідкий маар ваар (том 36) |
| «Stupid Reasons»                                                                | 2018 | -  | Non-album singles         |
| «All I want for Christmas is You»                                               | 2018 | -  | L'esprit de Noël (comp. ) |
| «Wonder» (з голландської версії Wonder Park)                                    | 2019 | -  | Non-album singles         |
| «I'm Sorry (Whoops!)»                                                           | 2019 | -  | Non-album singles         |
| «Over and Over again» (з Яннесом)                                               | 2019 | -  | Non-album singles         |
| «Turn Around»                                                                   | 2019 | -  | Non-album singles         |
| «Supergirl»                                                                     | 2020 | 19 | Non-album singles         |
| «Friday»                                                                        | 2020 | -  | Non-album singles         |
| «Last Dance»                                                                    | 2021 | -  | Non-album singles         |
| «-» позначає запис, який не склав діаграми або не був виданий на цій території. |      |    |                           |

#### У рамках Kisses
| Заголовок           | Рік  | Альбом            |
| ------------------- | ---- | ----------------- |
| «Kisses and Dancin» | 2016 | Non-album singles |

## Фільмографія

### Телебачення
| Рік (и)   | Заголовок                          | Роль             | Примітки                 |
| --------- | ---------------------------------- | ---------------- | ------------------------ |
| 2018–2020 | Бругклас                           | Фенна і Стефанія | Сезон 7 & 8              |
| 2020      | Євробачення: Європо, запали світло | Камео            | Гість через відеозв'язок |

### Фільм
| Рік  | Заголовок                       | Роль                           | Примітки           |
| ---- | ------------------------------- | ------------------------------ | ------------------ |
| 2019 | Brugklas: De tijd van m'n leven | Фенна                          | -                  |
| 2019 | Парк чудес                      | Червень                        | Голландський голос |
| 2019 | 100 % Коко Нью-Йорк             | Ліллі                          | -                  |
| 2019 | De Club van Lelijke Kinderen    | Співак пропагандистської пісні | -                  |
| 2019 | Trouble                         | Зої Белл                       | Голландський голос |
| 2020 | Dolittle                        | Леді Роуз                      | Голландський голос |